# أليغنا غونزاليس
أليغنا أريداي غونزاليس مونوز (ولدت في 2 يناير 1999) هي لاعبة ألعاب قوى مكسيكية في سباق المشي السريع شاركت في سباق المشي للسيدات لمسافة 20 كيلومترًا في دورة الألعاب الأولمبية الصيفية 2020 وحصلت على المركز الخامس. وقد أطلقت عليها الصحافة لقب "أميرة رياضة المشي السريع المكسيكية" لنجاحها في سن مبكرة. كررت المركز الأولمبي الخامس في دورة الألعاب الأولمبية الصيفية 2024 في باريس عندما اختتمت حدث 20 كلم للسيدات في زمن قدره 1:27:14 ساعة، لتحسن رقمها القياسي الذي حققته في دورة الألعاب الأولمبية الصيفية 2020 في طوكيو.
حصل على المركز الثاني في لقاء المشي في جمهورية التشيك 2019، وهو الحدث الذي كان مؤهلاً لأولمبياد طوكيو 2020. في عام 2021 فاز بسباق المشي لمسافة 20 كيلومترًا في البطولات الوطنية لاختراق الضاحية والمشي، التي أقيمت في كوستا ريتش. وكان ضمن الوفد المكسيكي في دورة الألعاب الأولمبية الصيفية 2020 في طوكيو، اليابان، في اختبار المشي لمسافة 20 كيلومتراً الذي أقيم في سابورو في 6 أغسطس 2021، وحصل على المركز الخامس بزمن قدره 1:30:33.
غونزاليس مونيوز هو ثاني رياضي مكسيكي يتأهل إلى دورة الألعاب الأولمبية باريس 2024، حيث حصل على الميدالية الذهبية في النسخة 42 من سباق النخبة من جولة المشي لسباق ألعاب القوى العالمية في دودينس، سلوفاكيا وفي سباق الجائزة الكبرى الدولي بمدريد مارس. في المركز الثالث.